# Xystrologa lactirivis
Xystrologa lactirivis är en fjärilsart som beskrevs av Edward Meyrick 1932. Xystrologa lactirivis ingår i släktet Xystrologa och familjen äkta malar. Inga underarter finns listade i Catalogue of Life.